# Закон влахом
Закон влахом је у средњовековној Србији представљао скуп одредаба којима се одређивао положај и обавезе влаха (пастира, сточара) на манастирским властелинствима. Одредбе које се односе на влахе груписане су у одељке под овим називом у Хрисовуљи светог Стефана, хрисовуљи Манастира светог арханђела код Призрена и повељи Цркве светог Николе у Врању.
Сличне одредбе примењиване су у пракси на властелинствима манастира Студеница и Милешева, па су стога биле укључене у Закон светог Симеона и светога Саве. Пошто су Студеница и Милешева били изузетно угледни манастири одредбе и прописи примењивани на њиховим властелинствима служили су као узор другим манастирима, па су тако и одредбе које су се односиле на влахе биле прихваћене и примењиване и на другим манатирским властелинствима. То свакако не значи да су власи имали исте обавезе на свим властелинствима, али је степен оптерећења различитим обавезама био приближно једнак. Начин испуњавања обавеза влаха зависио је пре свега од потреба мастира.
Начин извршавања обавеза зависио је од њихове тежине, затим од друштвеног слоја којем су поједини власи припадали и од имовинског стања појединих домаћинстава. Највеће обавезе по обиму извршавали су катуни као јединице од 50 влашких домаћинстава или клетишта. Мање јединице које су чинила 4 или 5 клетишта имале су мање обавезе, а основну обрачунску јединицу чинило је једно клетиште.
Најважније обавезе одмераване су на два начина: давањем великог десетка или давањем малог десетка уз обављање разних послова (работа). Власи који су плаћали велики десетак називани су поклоницима и они су поред десетог дела броја домаћих животиња које су имали били дужни да сваког пролећа дају манастиру по два јалова овна (два брава јалова) и покривач од посебне врсте тканине (покров). Давање великог десетка ослобађало је поклонике осталих обавеза. Власи оптерећени малим десетком извршавали су своје обавезе у оквиру катуна (скупина од 50 клетишта). Свако домаћинство давало је годишње по једну овцу са јагњетом и једну јалову. Сваки катун је давао манастиру једном у две године једног коња или 30 перпера (као на пример, у случају Манастира светог арханђела код Призрена). Свако клетиште давало је још по две јагњеће коже.
Сви власи који су давали мали десетак имали су бројне друге радне обавезе. Једна од ових обавеза било је учествовање у транспортној служби што је подразумевало превоз одређених количина соли, житарица, вина, сира и других потрепштина за рачун манастира као и различитих ствари које би игуман носио са собом кад би ишао на пут. Прерада манастирске вуне била је обавеза сиромашних влаха и ћелатора који нису били у стању да предају манастиру готове производе (окроје, покрове и понекад клашње). Власи војници нису били у обавези да прерађују манстирску вуну. Чување, напасање, стрижење манастирских оваца као и остали послови у вези с тим били су обавеза ћелатора, док је брига о манастирским пастувима била обавеза војника. О заштити манастирских стада у немирним временима бринули су се и војници и ћелатори. Обавезу вршења различитих пољских радова имали су само они власи који су трајно користили одређену земљишну парцелу.
Закон влахом не обухвата обавезе које су власи војници имали у вези с војном службом пошто је ова проблематика била регулисана Војничким законом.